# 三遊亭圓歌 (4代目)
四代目 三遊亭 圓歌（さんゆうてい えんか、1959年〈昭和34年〉4月8日 - ）は、落語家。本名∶野間 賢。落語協会所属。故郷の鹿児島弁の落語で注目を集めている。出囃子は『二ツ巴』。名跡「三遊亭圓歌」の当代であり、前名は三遊亭歌之介。

## 来歴・人物
鹿児島県肝属郡錦江町（旧：大根占町）出身。末っ子で、兄と姉がいる。
小学校1年生の頃に両親が離婚し、母・ノキ子に連れられて兄、姉と共に夜行列車を乗り継いで当時住んでいた京都府から鹿児島県に帰った。
帰郷後、ノキ子は家計を支えるために近所のラーメン屋で働いたが、「賢（4代目）にラーメンを食べさせてあげる」と老女将の好意で御馳走になった際、「早う食もらんと（麺が）伸びるよ?」と問われた4代目がおずおずと「このラーメン代、母ちゃんの給料から…引く?」と問い返したやり取りにいたたまれなくなり、大根占に住む母（4代目曰く「大根占の婆っばん」）に頼んで3人を預かってもらった上で自身は大阪の紡績工場に出稼ぎに行った。大阪という遠方だったため、帰郷は2年に一度、その他には子供の内の誰かの卒業式と身内の不幸の際に帰郷していた。その為、子供の頃は歳行った親戚を見ると「早く死なないかなぁ。母ちゃん帰ってくんのになぁ」と思っていた。
そう思う程当時は寂しかったらしく、母が70の頃に「どうして指宿に行かなかったの?僕の子供の頃は宮崎、鹿児島は新婚旅行のメッカで、32歳（当時の母の年齢）の女性ならどこのホテルでも旅館でも雇ってくれたはず。指宿だったら1週間に一度会えたのに、遠すぎた大阪だったから2年に一度しか会えなかった。何で指宿行かなかったの?」と問うたら、「母ちゃん、知恵がなかったね。母ちゃん知恵が」と言って泣いていた。
冷え性に悩まされて6年生の頃まで夜尿症が治まらず、出稼ぎに出るまでは床に就く4代目を抱き込むようにして両足を温めていたノキ子が不憫に思って大阪から電気あんかを贈り与えたという逸話があり、後にこれら少年期のエピソードをまとめた自伝落語『母ちゃんのアンカ』を編み出した。神川小学校、神川中学校を卒業
大阪市立汎愛高等学校卒業後、1978年（昭和53年）3月に三代目三遊亭圓歌に弟子入りし、前座名『三遊亭歌吾』を拝命。立川談吉と共に楽屋入りした。
1982年（昭和57年）5月、二ツ目に昇進に際して『三遊亭きん歌』を襲名。当時、住んでいたアパートの廊下で落語独演会を催しては家賃の滞納分を支払いながら腕を磨き、1985年（昭和60年）に若手演芸大賞最優秀二つ目賞、並びにNHK新人落語コンクール入賞。1987年（昭和62年）5月、落語協会の真打昇進試験を受験して自作の新作落語『寿の春』で合格する。同年10月、18人抜きの大抜擢を受けて『三遊亭歌之介』の名で真打昇進。
1988年（昭和63年）、鹿児島県にてミニ独演会（1回30分）を1日14か所で行う。1990年（平成2年）、鹿児島県より「さつま大使」を拝命。1991年（平成3年）、国立演芸場主催花形演劇大賞で金賞を受賞する。1995年（平成7年）の阪神・淡路大震災の際には、落語のCDを制作、売上金を全額寄付した。妻は四代目と同じ鹿児島県出身（枕崎市出身）で、結婚当初の朝に円歌が「飯、食うごつあるがよ(飯が食べたいよ)」と催促したら米を炊飯しただけでおかずは作っておらず、疑問に思った円歌が「おかずはいけんしたよ(おかずはどうしたの)」と問うと「ご飯食べたいって言ったでしょう」と返したり、ある日飲んで酔って帰った時、円歌が「何処で飲んで来たの？」と問うと「口!!」と返す等ズレた所がある。娘と息子がおり、息子は石川遼と同い年であると明かされている。
鹿児島を中心に活動していたが、2002年7月13日、東銀座・中央会館で10年ぶりに東京での独演会を行う。演目は「子別れ（上・中・下）」ほか。
現在、「世界の桜を桜島に植えよう」という活動を行っている。
2018年4月22日、国立演芸場で行われた「三代目 三遊亭圓歌 一周忌追善落語会」の席上、翌2019年3月鈴本演芸場下席より四代目圓歌を襲名することが発表された。師である三代目圓歌が亡くなる前年の2016年落語協会納会で、「圓歌の名跡を歌之介に襲名させたい」との遺志が同協会長の柳亭市馬へ伝えられており、三代目が死去した2017年末の協会理事会で承認を得ていたとのことである。
2019年3月21日、鈴本演芸場での襲名披露に於いて三遊亭圓歌を四代目として襲名した。またこれを機に出囃子を「われは海の子」から、先代と同じ「二つ巴」に変更した。
2020年7月、落語協会の理事に就任し、2022年に再任されたが、同年10月に任期の大半を残して理事を退任している。後述の弟子との対立が関係している。

## エピソード
師匠の3代目圓歌が、亡くなる2年前から膝に痛みを抱えていたため、一人では用足しに行くのもままならず、飲む席では何時も横に座って用足しの際は付き添っていた。長年の勘で師匠が用足しに行きたいタイミングが分かり、「師匠、そろそろじゃありませんか？執行猶予に」と、用足しの表現を考えなければならない飲みの席でも躊躇なく用足しを促せる様に「執行」と尿の俗語「おしっこ」を掛けて隠語にして用足しを促してトイレに連れて行っていた。
3代目の死後、形見分けで大島、結城、黄八丈等の高価な着物を30枚譲り受けるも、3代目は背が低い為、膝で終わる(膝までの長さしかない。)。また、古稀の祝いの金時計を令子夫人から直々に譲り受けたが、入退院の時にはめておらず壊れて動かなくなっていた。
「修理して使って下さい」と言われて時計屋に修理に出すも「うちでは直せません。スイスの本社でないと」と言われて修理代が幾らか聞くと50万と言うので修理を断念し、壊れて動かないまま自宅の机に飾っている。令子夫人から可愛がられていた。
以前、母のフルネームを野間ノキ子と明かしたが、上記した様に円歌が小学一年の頃に両親が離婚した為、野間姓は母の旧姓である。尚、両親離婚前に名乗っていた姓は公開していない。
母・ノキ子は留守番電話を知らず、息子(賢(円歌))宅に電話して円歌(当時は歌之介)が録音した声を応答メッセージとは分からず息子が出るまで呼び続けていて「母ちゃん、あれは留守番電話じゃっど」と電話して伝えると「何で留守をしてるのにお前が出るの？」と返したり、入れ歯に磁石が入っている為、冷蔵庫に
引っ付けて置いたのを帰省した円歌が夜中にビールを飲もうと冷蔵庫を開けようとした時に見付けて驚いた。朝、入れ歯をケースに仕舞うように言うと「ひんやりして気持ちがよかぁよ」と返したり、ワキ毛を剃っていないのを見て見苦しいから剃るように言うと「汗がピタッと止まって気持ちがよかぁよ」と返す等爆笑エピソードが多く、円歌にマクラのネタにされている。
学生時代は国語のテストの感想文の設問、「作者は何を言いたかったんでしょうか？」が苦手で何時も「作者でないから分かりません」と回答していたと言う。
また、数学も「答えが一つしかないのが許せない」と言う理由で苦手だった。高校三年間、数学のテストは感想文で答えた。Ｘ=との問いに「Ｘは数学と言う分野の中で一体何を求め続けたのであろうか？その答えは一つだけではなかったであろう。Ｘとは実に不思議なものである」と答えたら、採点で「Ｘの不思議より自分の不思議を考えろ」と書かれていた、とも語った。
小学生時代、飼っていた鶏を食べる為解体した時、祖母から「遊ばんか、そい」と鶏の脚を貰う。筋を引くと脚が動くのでおもちゃとして遊んでいた。
その鶏の脚を持ってクラスメートの女子の家に行き、鶏の脚を見せて怖がらせるイタズラをしていたと語っている。
肺に水が溜まり肋膜炎に罹患した事がある。
林家正蔵(当時のこぶ平)と同時に真打ち昇進試験に合格したが、林家三平の息子であるが故にこぶ平には沢山取材が来ていた。しかし、自分には一切取材がないと落ち込んだ事がある。

## 弟子との対立
元・弟子の吉原馬雀（本名は井上雄策、弟子時代の名跡は「三遊亭ございます」→「三遊亭天歌」）とは深刻な確執がある。馬雀はもともと圓歌の大ファンで、子供のころから圓歌（当時は三遊亭歌之介）の落語を聴いて育った。学生時代の井上は落語研究会に所属し、予てより歌之介への弟子入りを希望。歌之介は一度は弟子入りを断るも、2009年、27歳の時に再度申し込んできたので入門を認めたが、馬雀によると、入門後間もなくから暴言・暴力のパワーハラスメントが始まったという。
2022年3月、自身のブログに「加害者と所属する落語協会に対して法的な対応を取らせていただいております」と書いて以降、落語家としての活動を控えていた天歌だったが、2022年10月12日のFRIDAYデジタルとそれを転載したYahooニュースの井上（記事では「三遊亭天歌」名義）の告白記事により、深刻な事態が明るみに出た。また、2022年11月23日付のbizSPA!フレッシュにも「「ミスをしたら坊主に」師匠・三遊亭圓歌を訴えた元落語家に聞く、パワハラ告発の真相」（インタビュアー：Mr.tsubaking）が掲載された。これにより、圓歌のみならず、優柔不断な態度をとっていた落語協会と会長の四代目柳亭市馬に対しても非難の声が寄せられた。また、告発に至った天歌を擁護する声が若手落語家を中心にSNSや個人ブログなどで多く上がった。
2022年10月下旬、およそ8ヶ月に亘る対立の末に漸く圓歌が天歌の破門を認め、両者間の師弟関係は解消した。圓歌はそれに伴う責任として協会理事を退任した。だが、週刊誌の取材に対しては「違法なパワハラ、暴力行為は全く存在していません」とコメントし、天歌の破門と協会理事退任は無関係と主張していた。
井上は、積年の被害について圓歌を相手取り300万円の慰謝料を求めて民事訴訟を提起した。井上はその後、四代目吉原朝馬門下に移り「吉原馬雀」と改めて、落語家としての活動を再開した。
2024年1月26日、東京地方裁判所（杜下弘記裁判長）は「暴行を伴う苛烈な叱責を加えており、社会的に許容される範囲を逸脱している」「指導だからといって違法性は否定されない」とし、圓歌に80万円の支払を命じる判決を下した。なお、判決が出た時点で落語協会は「個人間の問題なので、協会としてコメントを発表する予定はない」と取材に回答した。圓歌側は判決を不服として同年2月に東京高等裁判所へ控訴したが、同年8月末に圓歌側が控訴を取り下げ、圓歌敗訴の一審判決が確定した。
その後、落語協会は2月6日に「ハラスメントをめぐる協会員間の民事訴訟について」をホームページで発表。訴訟については言及できないとしながらも、協会員同士の師弟間でハラスメント事例の発生を遺憾として「今回のような事象が今後二度と発生しないよう、各協会員の方々のご理解とご協力も賜りながら、当協会としてどのような対応が可能か真摯に検討し、必要な措置を講じたい」という見解を示した。

## 芸歴
- 1978年3月 - 三代目三遊亭圓歌に入門、前座名「歌五」。
- 1982年4月 - 二ツ目昇進、「きん歌」と改名。
- 1987年10月 - 真打昇進、「歌之介」と改名。
- 2019年3月 - 「四代目三遊亭圓歌」を襲名。

## 役職
- 2020年∶落語協会理事に就任（2022年10月退任）[1]

## 出囃子
- われは海の子（1982年 - 2019年）
- 二ツ巴（2019年 - ）

## 芸風
着物に汗が滲むほどの熱弁で素っ頓狂な声色、大袈裟な身振り、駄洒落、ブラックジョークを駆使して自作の新作落語を演じるイメージが強いが、圓歌仕込みの古典落語もこなし、スーツ姿で漫談をすることもある。
マスメディアへの露出は少ないものの、鹿児島県では年に一度、年始に必ず鹿児島弁で演じた落語会の収録映像をテレビ放映しており、販売されているCD・テープ・ビデオは鹿児島弁のものが多い。新作落語の大半は自身の体験談に多少の脚色を加えたものであり、その体験談のほとんどが少年期にまつわるものであるため、弥が上にも鹿児島弁の多用に繋がっている。
師である3代目圓歌と長く連れ添い、深く敬愛するが故に敢えてネタに用いる事が多々あり、特徴的であった小柄な体格を揶揄するものが多い。
<用例>
- 「ウチん師匠の3代目圓歌、背が細めんけ身長146cmしか無かっどん。『落語界のピグミー族』ち言われちょっど」
- 「伊豆旅行へ行った時、『川の流れのようないい湯だったよ。お前たちも入っといで』と言われて向こうちみたら足湯じゃったが。尊敬します。足湯に40分、肩まで浸かれるんです」
- 「師匠の形見分けで着物をいただいた。流石は三遊亭圓歌、ええ生地のモンばっかじゃと思うたが着ちみたらどれも膝までしか無いがじゃ」

## 主な新作落語
- お父さんのハンディ- 息子の高校受験が終わるまでゴルフ断ちをした父親が「サンドイッチ」を「サンドエッジ」とゴルフ用語に似た言葉を悉くゴルフ用語に聞き間違ったり、寝室をクラブハウスと称したり、飼い猫のミケをキャディに改名したりプレイ中に使用する黒い手袋をはめて寝たりする等禁断症状に見舞われる様を描く。母が息子から高校に受かった(作中では一発で入ったと言うゴルフらしい表現)と知らせを受けて、父が(息子の名前(地元鹿児島と他地方では名前が違う。))、ホールインワンだと言うのがオチ
- 寿の春
- 爆笑龍馬伝
- B型人間
- ばっばんとでんきんたま
- 母ちゃんのアンカ

など

## 主な出演

### テレビ番組
- らくごin六本木（1983年、フジテレビ）
- 笑いがいちばん（2006年9月10日、NHK総合テレビ）
- 桂米丸の演芸図鑑（2013年3月3日、NHK総合）
- 桂文枝の演芸図鑑（2018年4月22日、NHK総合）
- 浅草お茶の間寄席（不定期、千葉テレビ放送）
- 笑点

など

### CM
- 酒のエース（宮崎ローカル）
- 焼酎おやっとさぁ
- 西日本シロアリ
- 月乃屋の薩摩揚げ（ラジオCM）

以上、3本は鹿児島ローカルCM
- 税理士法人 安心資産税会計（TBSテレビ、テレビ埼玉）[15]

### 映画
- ひっとべ（2001年、テヒートフィルム） - 主演
- 北辰斜にさすところ（2007年、東京テアトル）
- チェスト!（2008年、ティ・ジョイ）

### 雑誌
- softtennisマガジン

## 著書
- 『月ば撃つぞ! ― 落語家歌之介がゆく』（2009年、うなぎ書房） ISBN 978-4901174275

## 弟子

### 二ツ目
- 三遊亭歌実

### 元弟子

#### 破門
- 三遊亭天歌 - 四代目吉原朝馬に再入門

#### 廃業
- 三遊亭ありがとう（現在は歌舞伎音楽（竹本）奏者の鶴澤卯太吉）[16]
- 三遊亭しあわせ（2014年廃業。）
- 三遊亭歌りん→瀧川鯉三郎